# 伪装者 (美国电视剧)
《伪装者》（英語：The Pretender）是一部NBC从1996年到2000年播放的美国剧情电视剧。迈克尔·T.维斯扮演天才杰瑞，前“中心”的神童能天衣无缝地模仿和神通广大地变身为任何人，例如消防员，医生，建筑师，律师等等。安德莉亚·帕克扮演童年时好友兼特工帕克小姐。帕特里克·宝查扮演杰瑞童年时的老师和导师。

## 劇情
在一所神秘的“中心”机构组织，杰瑞童年时就被“中心”从父母身边带走，发展他的特殊天份使其成为特工，并利用他的专长有了邪恶的意图。从他的监护人那里逃走后，杰瑞开始旅行全国，一边化身为医生，警察官员，律师，护林员，或者别的什么身份来帮助身处困境的人们，一边搜索线索来辨别自身的身份认同。“中心”的主管决心要遣返杰瑞回到“中心”来继续这神秘的计划。由特工帕克小姐领导的小组试图找到和抓到伪装者。杰瑞以超凡的智能再加上他孩童般的天真无邪的禀性成功地塑造了一个活生生的有血有肉的丰满角色，收到大众好评。